# まじポン!
『まじポン!』（まじぽん）は、ラジオ関西のアニたまどっとコム内で2012年4月7日から2018年3月31日まで放送されていたラジオ番組。

## 概要
パーソナリティの間島淳司（まじー）と菅沼久義（すがポン）が送る"まじ"で"ポン"と思い付きで始まった番組。なお、番組タイトルは『味ぽん』の発音ではない。

## 放送局
| 放送局                                                             | 日時 | 備考                                             |
| ------------------------------------------------------------------ | --- | ------------------------------------------------ |
| ラジオ関西                                                         | 毎週土曜日26:00 – 26:30（2012年4月7日 - 2016年3月26日） 毎週土曜日25:30 - 26:00（2016年4月2日 - 2018年3月31日） | radikoによるインターネット配信あり               |
| インターネットラジオ配信 ニコニコ動画 アニたまどっとコムチャンネル | 毎週火曜日更新（2017年11月6日 - 2018年4月3日）                                                                  |                                                  |
| インターネットラジオ配信 別冊ラジ関                                | 配信終了 | 毎週火曜日更新（2012年4月10日 - 2017年10月31日） |

## コーナー
詳しくはまじポン!で!!
2人が『詳しく解明したい』、『色々話を聞いてみたい』、『面白い奴だから広めたい』と思う人をゲストに呼ぶコーナー。
読まれたかったお便り
他番組で読まれたかったけど読まれなかったお便りを紹介するコーナー。アニたま枠では神戸前向女学院。、おどろき戦隊モモノキファイブ、大地・みなみのカレーチャーハンの没メールが紹介された。
境界線でポン！
境界線をはっきりさせたいものを2人なりに決めるコーナー。
男のはだか意見
女性リスナーが日頃聞きにくいと思っている「男性に聞きたいこと」や「女から見た男ってこんな人」というイメージ、「男子ってどうしてこんな行動するの？」という疑問などに男として心を丸裸にして答えていくコーナー。

### 終了したコーナー
きゅりーぬまぬま!じゅりーまじまじ!
まじポン!をラジオ関西の看板番組にすべく、リスナーから2人をきゃりーぱみゅぱみゅのようなカリスマにするには何をしたらいいか、そのプロデュース方法を募集するコーナー。
まじポン!ディスカバリーちゃんねる!
日常に転がるありとあらゆる疑問をまじポン!的に解明するコーナー。
DABAで例えよう
第69回（2013年7月27日）からリスナーのメールより始まったコーナー。リスナーから送られてきた7つのお題を、パーソナリティの2人がDABAのメンバーに当てはめていくコーナー。

### 別名コーナー
きゅりーぬまぬま!じゅりーまじまじ!ぐちーきよきよ!
第4回のみ。正式に始まった上記のコーナーに山口が参加した際のタイトル。
ちゃらーぺちゃぺちゃ!しょたーくしゃくしゃ!
第25回のみ。『あなたにピッタリなきゃりーぱみゅぱみゅ風名前メーカー』の診断結果を使ったタイトル。
きゅりーぬまぬま!じゅりーまじまじ!ともーさめさめ!
第46回のみ。この回ゲストの鈴木が参加した際のタイトル。

## きゅりーぬまぬま!じゅりーまじまじ!のプロデュース方法
- 第4回（2012年4月28日）：ニーハイに興味が無い菅沼にニーハイを穿かせてみよう 他
- 第6回（2012年5月12日）：菅沼の生活を見直し、体質を改善しよう
- 第14回（2012年7月7日）：七夕にカリスマっぽいビッグな願い事をしよう
- 第17回（2012年7月28日）：食生活がひどい菅沼に冷蔵庫の残り物で間島が料理を作ってあげよう
- 第20回（2012年8月18日）：夏休みの自由研究として紙粘土でカリスマっぽい作品を作ろう
- 第22回（2012年9月1日）：番組から2人が流行らせたい言葉を生み出そう
- 第25回（2012年9月22日）：菅沼の最近の食生活を改めてリサーチしつつ健康グッズで血色を良くしよう
- 第29回（2012年10月20日）：まじポン!流必殺技を考えよう
- 第32回（2012年11月10日）：目を閉じた状態で何の音なのかを当てよう
- 第34回（2012年11月24日）：体力テストをして2人の体力を確かめよう
- 第38回（2012年12月22日）：クイズ形式でテーブルマナーを学ぼう
- 第41回（2013年1月12日）：声でいろいろなものを表現しよう
- 第46回（2013年2月16日）：外国語の早口言葉に挑戦しよう
- 第48回（2013年3月2日）：まじポン!のCMソングを即興で作ろう
- 第51回（2013年3月23日）：危機的状況を上手い一言で乗り切ろう
- 第54回（2013年4月13日）：理想の部屋の間取り図を考えよう
- 第56回（2013年4月27日）：パーソナリティ2人の健康を互いにプロデュースしよう
- 第60回（2013年5月25日）：声優以外の仕事のための2人の芸名を考えよう
- 第63回（2013年6月15日）：格好良いプロポーズの言葉を考えよう
- 第67回（2013年7月13日）：気の利いたダジャレを考えよう
- 第75回（2013年9月7日）：2013年の最新トレンドについてトークしよう
- 第82回（2013年10月26日）：まじポン！のゆるキャラを考えよう
- 第87回（2013年11月30日）：パーソナリティ2人の鞄の中身をチェックしよう
- 第97回（2014年2月8日）：パーソナリティ２人のファッションを互いに褒めよう
- 第101回（2014年3月8日）：業界用語を使ってトークをしよう
- 第109回（2014年5月3日）：まじポン！のファンの呼び方を考えよう

## ディスカバリーちゃんねる!の検証テーマ
- 第2回（2012年4月14日）：許されるイタズラってどこまで?
- 第5回（2012年5月5日）：適度な笑いのとれる1発ギャグって何?
- 第9回（2012年6月2日）：謝る気が無い相手に謝らせる方法とは?
- 第10回（2012年6月9日）：2人のキャッチコピーを考える
- 第12回（2012年6月23日）：気持ちよく眠りにつく方法とは?
- 第13回（2012年6月30日）：すれ違い通信の距離の限界は?
- 第16回（2012年7月21日）：まじポン!オリジナル暇潰しゲームを作ろう
- 第18回（2012年8月4日）：高い声と低い声で喋ってみよう
- 第21回（2012年8月25日）：次から次へ言っていくやつで記憶力チェック
- 第24回（2012年9月15日）：菅沼と福島勇樹（競艇選手）、金澤ダイスケ、間島と小島秀夫、永沢たかし、ひぐち君、ラジ関のスタッフは似ているか
- 第28回（2012年10月13日）：何味と何味のジュースを混ぜたら美味しいか
- 第30回（2012年10月27日）：ストッキングは何デニールの物が一番色っぽいか
- 第33回（2012年11月17日）：血液型占いの診断がマリンスーパーウェブRのメンバーに当てはまっているか
- 第37回（2012年12月15日）：菅沼に記憶力強化のために写真の中の物、人物の名前を言い当ててもらおう
- 第44回（2013年2月2日）：女性の胸のシルエットはどのカップが一番綺麗か
- 第47回（2013年2月23日）：最高に可愛いグラビアのポーズを検証しよう
- 公開イベント（2013年2月24日）：記憶力チェック『クイズあれ何だっけな?』『クイズ昔何言ってたっけな?』
- 第49回（2013年3月9日）：ゲームをしない人にゲームを勧める最善の方法を考えよう
- 第52回（2013年3月30日）：今まで番組内で募集した企画を振りかえつつ募集の継続か打ち切りかを判断しよう
- 第55回（2013年4月20日）：テンションをあげるために脳内のドーパミンを出す方法が可能か検証しよう
- 第62回（2013年6月8日）：相手に喜んでもらえるプレゼントを考えよう
- 第64回（2013年6月22日）：夏場の薄着の女性への目のやり場について考えよう
- 第66回（2013年7月6日）：健康のための減塩メニューを考えよう
- 第68回（2013年7月20日）：ぷに子の定義を決めよう
- 第71回（2013年8月10日）：女児・少女・女子・女性・熟女の境界線は何歳か
- 第84回（2013年11月9日）：ずるいと思う女性のファッションを考えよう
- 第93回（2014年1月11日）：女性の仕草をまじポン！的に表現しよう
- 第105回（2014年4月5日）：まじポン！的ニーハイの魅せ方を考えよう

## DABAで例えよう
- 第69回（2013年7月27日）：昭和仮面ライダー[2]を当てはめよう
- 第72回（2013年8月17日）：担当教科（国語、数学、英語、社会、理科、体育、音楽）を当てはめよう
- 第74回（2013年8月31日）：家電（冷蔵庫、テレビ、パソコン、加湿器、クーラー、電子レンジ、洗濯機）を当てはめよう
- 第76回（2013年9月14日）：サザエさんの磯野家のキャラクター[3]を当てはめよう
- 第78回（2013年9月28日）：飲み物（オレンジジュース、コーヒー、カルピス、ウーロン茶、コーラ、レモンスカッシュ、ジンジャーエール）を当てはめよう
- 第80回（2013年10月12日）：七つの大罪を当てはめよう
- 第83回（2013年11月2日）：RPGの職業（勇者、魔術師、格闘家、僧侶、商人、踊り子、遊び人）に当てはめよう
- 第86回（2013年11月23日）：お祭りの屋台（たこ焼き、射的、りんご飴、チョコバナナ、焼きそば、金魚すくい、ジャンボフランク）に当てはめよう
- 第88回（2013年12月7日）：鍋（寄せ鍋、水炊き、キムチ鍋、ちゃんこ鍋、石狩鍋、チーズフォンデュ、湯豆腐）に当てはめよう
- 第90回（2013年12月21日）：○○デレ（ツンデレ、デレデレ、ヤンデレ、クーデレ、ダルデレ、サドデレ、バカデレ）に当てはめよう
- 第92回（2014年1月4日）：七福神に当てはめよう[4]
- 第94回（2014年1月18日）：家の中の場所（玄関、リビング、キッチン、寝室、風呂場、ベランダ、トイレ）に当てはめよう
- 第96回（2014年2月1日）：レジャー施設（公園、動物園、水族館、博物館、映画館、遊園地、健康ランド）に当てはめよう
- 第98回（2014年2月15日）：下着の種類（フロントホック、紐パン、ガーターベルト付、フリル、シースルー、ヌーブラー、Tバック）に当てはめよう
- 第99回（2014年2月22日）：コンビニのおにぎりの種類（昆布、鮭、ツナマヨ、梅、明太子、牛しぐれ、塩むすび）に当てはめよう
- 第102回（2014年3月15日）：中華料理（小籠包、チャーハン、ラーメン、酢豚、八宝菜、麻婆豆腐、青椒肉絲）に当てはめよう
- 第104回（2014年3月29日）：お酒（ビール、芋焼酎、麦焼酎、ウイスキー、赤ワイン、白ワイン、日本酒）に当てはめよう
- 第106回（2014年4月12日）：花（桜、梅、チューリップ、たんぽぽ、バラ、コスモス、アサガオ）に当てはめよう
- 第108回（2014年4月26日）：ゲーム（アクション、RPG、パズル、アドベンチャー、シミュレーション、シューティング、スポーツ、音楽）に当てはめよう
- 第110回（2014年5月10日）：未確認生物（河童、狼男、チュパカブラ、ツチノコ、モスマン、ケサランパサラン、人魚）に当てはめよう
- 第114回（2014年6月7日）：駄菓子（よっちゃんイカ、都こんぶ、モロッコヨーグルト、蒲焼さん太郎、クッピーラムネ、あんずボー、フィリックスガム）に当てはめよう
- 第116回 (2014年6月22日) : マリオの敵キャラ(クッパ、はなちゃん、ジュゲム、パックンフラワー、テレサ、ノコノコ、クリボー)に当てはめよう
- 第199回(2016年1月23日) : ギャグ(安心してください、穿いてますよ、ダンソン、あったかいんだから〜、これがお前らのやり方かー！、やっべっぞ、Why Japanese People？)に当てはめよう
- 第202回 (2016年2月13日) : ふりかけ (たまご、おかか、さけ、たらこ、ちりめん山椒、ゆかり、わさび)に当てはめよう

## エピソード
- 第4回（2012年4月28日）では、ゲストの山口がニーハイを穿く事になり、スタジオ内で片足の脛毛をシェーバーで剃る様子が放送された。
- 第7回（2012年5月19日）では、ふつおたスペシャルを行ったが、前回の放送日が間島の誕生日だったのに忘れられていた[5]為、菅沼には聞こえない筈の間島の心の声や自分を祝うバースデーソングが所々で流された。
- 第17回（2012年7月28日）にて菅沼の為に間島がラジオ関西東京支社の冷蔵庫の中にあった残り物の冷凍ごはんと茹でたそうめんを炒め、ソースと味覇で味付けをして作った料理は、そばめしならぬ『そめめし』と命名された。
- 第22回（2012年9月1日）のOPトークでは夏風邪をひいてしまった菅沼が、（元々処方されていたものを含め）11種類の薬を服用している事を明かした[6]。

1. 座薬（痔の薬）
2. ベタマック（自律神経の薬）
3. ソラナックス（上に同じ）
4. 加味帰脾湯（かみきひとう/耳管開放症の薬）
5. 小青竜湯（しょうせいりゅうとう）
6. トラネキサム酸錠
7. ロキソニン
8. メイアクトMS（のどの薬）
9. アレロック（アレルギーの薬）
10. ネオマレルミンTR
11. アタラックスP

- 第26回（2012年9月29日）では、2回目のふつおたスペシャルを行ったが、30日が菅沼の誕生日なのに番組が企画を用意していなかった為、第7回とは逆に間島には聞こえない筈の菅沼の心の声や自分を祝うバースデーソング（テンション低め）が所々で流された。
- 第39回（2012年12月29日）では山口清裕と利根健太朗をゲストに迎えて、おでんを囲んだ忘年会が行われた。
- 第40回（2013年1月5日）では山口と利根がトネきよ!というラジオ番組として1回限りのメインパーソナリティとなった。また、第92回（2014年1月4日）では再びメインパーソナリティになった。
- 2013年2月24日に科学技術館サイエンスホールで番組初の公開ラジオイベント[7]を実施。2012年12月～2013年2月にアニメイトで実施された、冬のAVまつりフェアポイントレシート25点と引き換えに先着でイベント参加券が配布された。
- 第59回（2013年5月18日）では、3回目のふつおたスペシャツを行ったが、13日が間島の誕生日なのに忘れられていた為、菅沼には聞こえない筈の間島の心の声や自分を祝うバースデーソングと間島には聞こえていない筈の間島の誕生日を忘れていたことへの菅沼の心の声が所々で流された。
- 第79回（2013年10月5日）では菅沼の誕生日企画として健康になるまでしたい35の事が行われた。
- 第111回（2014年5月17日）では間島の誕生日企画として間島36足ガールズコレクションが行われた。

## ゲスト
ゲストは主に『詳しくはまじポン!で!!』のコーナーのみに登場する。
- 間島枠は自分の周りで面白い人物（声優）をゲストとして呼んでいる。
  - 第3・4・11・12・39・40・57・58・91・92回（2012年4月22日・28日・6月16日・23日・12月29日・2013年1月5日・5月4日・11日・12月28日・2014年1月4日）：山口清裕[8]
  - 第19・20回（2012年8月11日・18日）：折戸マリ
  - 第27・28・45・46・57・58回（2012年10月6日・13日・2013年2月9日・16日・5月4日・11日）：鈴木智晴
  - 第36回（2012年12月8日）：木下真一
  - 第39・40・91・92・103・104回（2012年12月29日・2013年1月5日・12月28日・2014年1月4日・3月22日・3月29日）：利根健太朗
  - 第65・66回（2013年6月29日・7月6日）：宝田直人
  - 第77・78回（2013年9月21日・28日）：お侍さん
  - 第85・86回（2013年11月16日、23日）：高橋研二
  - 第95・96回（2014年1月25日、2月1日）：大畑伸太郎
  - 第112回（2014年5月24日）： 後藤麻衣
- 菅沼枠は声優とは異なる業種の人物をゲストとして呼んでいる。
  - 第8回（2012年5月26日）：秋田谷紘平（税理士）[9]
  - 第15回（2012年7月14日）：荒井大洋（カメラマン）[9]
  - 第23回（2012年9月8日）：高橋光（アクション俳優）
  - 第31・81・82回（2012年11月3日・2013年10月19日・26日）：熊川秋人（シナリオライター）
  - 第42回（2013年1月19日）：こ～すけ（パフォーマー）[10]
  - 第50回（2013年3月16日）：花田勝氏、仁義なき青井（戦国大戦のトップランカー）
  - 第61回（2013年6月1日）：ギャラクシー渡辺（バトルスピリッツ界のカリスマ）
  - 第73回（2013年8月24日）：菱山里美（ディースリー・パブリッシャーのゲームプロデューサー）
  - 第81・82回（2013年10月19日・26日）：杉田智和
  - 第89回（2013年12月14日）：安本享（シナリオライター）
  - 第100回（2014年3月1日）：小林洋平（まじポン！構成作家）藤林弘之（まじポン！ディレクター）

- 第70回（2013年8月3日）：ゆってぃ（マリン・エンタテインメントスタッフ）

- 公開イベント（2013年2月24日）：近藤孝行

## 関連商品

### ラジオCD
- まじポン!DJCD Vol.1
  - 新録ロケを収録したオーディオCDと第1~13回mp3データCDの2枚組。
- まじポン!DJCD Vol.1 豪華盤
  - 通常版に新録ロケを映像収録したDVDを追加した3枚組の豪華盤。
- まじポン!DJCD Vol.1 アニメイト限定盤
  - 通常盤に特典トークCDを追加したアニメイトのみで発売される3枚組の限定盤。
- まじポン!DJCD Vol.2
  - 新録ロケを収録したオーディオCDと第14~26回mp3データCDの2枚組。
- まじポン!DJCD Vol.2 豪華盤
- まじポン!DJCD Vol.2 アニメイト限定盤

### 番組グッズ
2012年11月25日のイベント『MARINE SUPERWAVE R 2012』で先行販売され、12月1日よりマリンオンラインショップで販売中。
- Tシャツ
- シリコンバンド
- ポッピンアイセット
  - 2人の落書き入りで、別名はたかゆき君[11]。